# 허핑구 (톈진시)

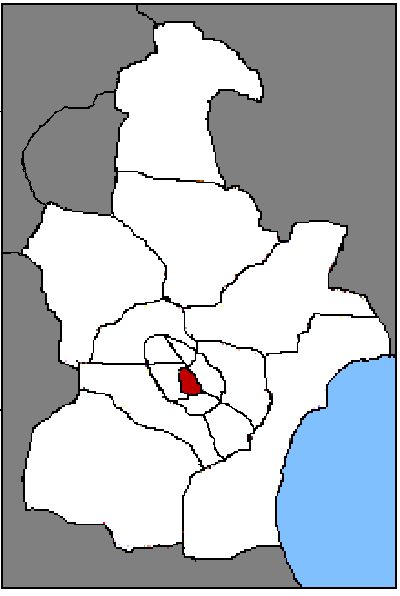
허핑구의 위치

허핑구(중국어: 和平区, 병음: Hépíng Qū)는 중화인민공화국 톈진시의 중심에 있는 행정구역으로서, 시의 상업,금융,행정의 중심지이다. 넓이는 10km2로 톈진 시에서 가장 면적이 작은 구이며, 인구는 2007년 기준으로 390,000명이다.

## 역사
본래 외국의 조계(租界)지역이었다.1860년 영,프 연합군이 톈진시(天津城)에 진격하여，시의 남부지역을 점령하고 묘지 및 황무지로 된 지역을 조계 지역으로 설정하였다.각국은 조계지역에 자국의 건축양식으로 건물을 지었기에, 오늘날 톈진시는 각국의 19세기 건축양식의 박물관이라 할 수 있다. 현재 근대사의 유명인물들의 저택이 많이 남아 있으며, “督军街”라고 불리는 거리에는 10여 명의 북양정부(北洋政府) 시절의 은퇴한 군벌(督军)들의 주택이 남아 있다. 다만, 허핑구에는 중국전통의 건축 양식은 남아 있지 않다.
허핑구의 조계 지역은 영국, 프랑스, 일본 세 나라가 주로 차지하고 있었다.
톈진 영국 조계지(天津英租界)의 주요 거리인 “웨이뚜어리야 길(维多利亚道)”은 금융기관이 밀집한 지역이었으며，1949년 해방로(解放路)로 개명되어，현재 톈진시청은 과거 영국 조계지역의 공부국(工部局)이 있었던 곳에 위치해 있다.(戈登堂이 있던 자리)
톈진 프랑스 조계지(天津法租界)는 톈진시에서 가장 번화했던 상업지역이었다. 주요 거리는 “福煦将军路” 및“葛公使路”였으며，1946年핀쟝 길(滨江道)로 개명되었다. 福煦将军路에는 톈진에서 가장 큰 천주교(天主教) 성당인 성 요셉 주교 성당 (톈진)(圣若瑟主教座堂,西开教堂)이 있다.
톈진 일본 조계지(天津日租界)는 가장 북쪽에 있었으며，주요 거리는 “旭街”라고 불렸다. 일제 투항 후 미국 대통령 프랑클린 더라루 루즈벨트의 성을 따서“루즈벨트 로(罗斯福路)”로 개칭되었다. 1953년 허핑 로(和平路)로 개명되었으며，허핑구(和平区)의 명칭은 여기에서 유래되었다. 허핑 로의 시작점은 1928년중국민족자본이 건립한 중원회사(中原公司, 현재는 백화점으로서 20세기 80년대 이전에 톈진에서 가장 높은 건축물이었다)이다.
개혁개방 후 수많은 새로운 건물들이 우후죽순처럼 지어졌지만，허핑구(和平区)는 중심지인 관계로 확장될 공간이 부족하였고，역사적 가치를 보호해야할 건물들이 많았기에, 다른 주변의 구와는 다른 모습을 띠게 되었다.

## 행정 구역
6개 가도를 관할한다.(劝业场街道, 小白楼街道, 体育馆街道, 新兴街道, 南营门街道, 南市街道)

## 도로
허핑 구의 도로의 원 이름은 모두 식민시대에 지어진 것으로，1945년이후 거의 대부분 개명되어，중국(中国)의 지명을 따 지어졌다. 하이허(海河)와 평행인 도로는 “로(路)”，수직인 도로는 “길(도,道)”라는 이름이 붙는다. 산둥로(山东路)、허베이로(河北路)；창춘길(长春道)、안산길(鞍山道)、한커우길(漢口道) 등을 예로 들 수 있다.